# Архангельский, Михаил Валентинович
Михаи́л Валенти́нович Арха́нгельский (4 ноября 1937, Краснодар — 3 декабря 2006, Краснодар) — российский художник.

## Биография
Родился 4 ноября 1937 года в Краснодаре. Отец работал токарем высшего разряда на заводе «Октябрь», мать - санитаркой в Первой городской больнице.
После службы в армии в 1958 году поступил в Краснодарское художественное училище, которое окончил в 1963 году. Работал маляром, рабочим на стройках. В 1965 году уехал в Ленинград, где несколько лет был вольнослушателем в Ленинградском государственном институте живописи, скульптуры и архитектуры им. И.Е. Репина на  факультете живописи в мастерской народного художника СССР А. Мыльникова.
В 1968 году вернулся в Краснодар. Стал участником крупной выставки страны с акварелью «Свежий ветер».
Член Союза Художников СССР с 1975 года.
Первая персональная выставка состоялась в 1982 году в Москве.
Большую часть жизни прожил в Краснодаре. Работал на творческих дачах — в Горячем Ключе, «Академической». Ездил в Геленджик, на свою дачу в Сочи. Вместе с Валентином Мордвиновым, народным художником РСФСР, совершил поездку на Север, также вместе они бывали в Кабардино-Балкарии.
В 1990 году на шесть лет уехал в Грецию. Работал в Болгарии (Карлово, Пловдив, Созополь, Варна) и на Кипре.
Умер 2 декабря 2006 года в Краснодаре.

## Творчество
Был мастером пейзажа и натюрморта. Также писал портреты. В последние годы работал в стиле абстракционизма. На пейзажах изображал южно-российскую природу.
Кроме живописи, занимался графикой, витражом, монументальной росписью, коллажем, керамикой.
Кроме того писал стихи: имеются десятки неизданных стихотворений.
Работы представлены в Краснодарском краевом художественном музее им. Ф. А. Коваленко, Краснодарском краевом выставочном зале изобразительных искусств, Сочинском художественном музее, Тимашевском музее семьи Степановых, картинной галерее Кореновска, учебных заведениях Краснодарского края, картинной галерее Чарлза Дьюка, Национальной галерее Франции, российском представительстве в Ватикане, частных коллекциях в России и за рубежом.

## Выставки
Персональные:
- 1972 — персональная выставка, 140 работ, Краснодар.
- 1973 — персональная выставка, 120 работ, Сочи.
- 1981 — персональная выставка, 160 работ, Москва, по приглашению МОСХа.
- 1990 — персональная выставка, 170 работ, Краснодар.
- 1996 — персональная выставка, галерея «Мастер», Краснодар.
- 1997 — персональная выставка по случаю юбилея художника М. Архангельского «60 лет», 100 работ, ККВЗИИ.
- 1997 — «Чистое сияние», персональная выставка, Славянск-на-Кубани.
- 1998 — персональная выставка, Сочи, Художественный музей.
- 1999 — «Всероссийская художественная выставка: 1Х «ГАЛ-АРТ», Москва.
- 2001 — персональная выставка, 120 работ, Гулькевичи, Краснодарский край.
- 2003 — «Россия Х», всероссийская выставка, ЦДХ, Москва.
- 2006 — персональная выставка, ККВЗИИ.
- 2011  — Персональная выставка «Унесенные ветром», г. Краснодар, Художественная галерея "САНТАЛ"
- 2013 — персональная выставка «Симфония красок», Краснодар.
- 2017 — персональная выставка «Цветные сны Михаила Архангельского, г. Краснодар, Краснодарского художественного музея им. Ф. А. Коваленко

Республиканские:
- 1969 — «Человек», Москва.
- 1972 — «Выставка рисунка», Ленинград.
- 1974 — «Образ и цвет», Москва.
- 1978 — «Художники Кубани», г. Ленинград,

Всесоюзные:
- 1968 — «Свежий ветер», Москва.
- 1975 — всесоюзная выставка, Москва.